# Анисичкин, Юрий Петрович
Ю́рий Петро́вич Ани́сичкин (р. 20 июня 1947, Чернигов, Украинская ССР, СССР) — советский и российский дирижёр, профессор. Главный дирижёр Воронежского государственного театра оперы и балета.Заслуженный деятель искусств Российской Федерации.

## Биография
Родился 20 июня 1947 года в Чернигове. Начал свою дирижёрскую деятельность в Молдавском театре оперы и балета в 1978 г. Затем работал дирижёром театра оперы и балета в Узбекистане в городе Самарканде с 1978 года по 1987 г.
С 1987 г. по 1989 г. — главный дирижёр Башкирского театра оперы и балета. В 1989 г. был приглашен главным дирижёром Воронежского государственного театра оперы и балета, в котором работает по настоящее время.
В 2003 году Ю.П. Анисичкин как дирижёр-постановщик балета С. Прокофьева «Каменный цветок» был награждён большой серебряной медалью им. С.П.Дягилева Российского культурного фонда «Дом Дягилева».
В 2012 году Ю.П. Анисичкин награждён почётным знаком правительства Воронежской области «Благодарность от Земли Воронежской» за большой личный вклад в театральное искусство.
В 2023 году награждён орденом Дружбы за вклад в развитие отечественной культуры и искусства, многолетнюю плодотворную творческую деятельность.

## Творчество

### Сотрудничество с солистами, режиссёрами, балетмейстерами
В совместной творческой работе сотрудничал со многими известными постановщиками, мастерами Большого и Мариинского театров, зарубежными исполнителями: Ю. Мазурок , М. Касрашвили , Л.Гергиева, Г.Ханеданьян, Н.Путилин, В.Пьявко , А.Зайченко , А. Ведерников , 3. Соткилава , Л.Кунакова, А. Титель, В. Васильев, М. Ф. Сичилиани, М. Лавровский.

### Список творческих работ
Как дирижёр-постановщик Анисичкин Ю. П. осуществил более 60 постановок опер и балетов.

#### Осуществленные оперные и балетные постановки
С 1978 по 1987 гг., Самаркандский государственный театр оперы и балета:
- Р. Леонкавалло, опера «Паяцы»
- Дж. Верди, опера «Аида»
- Ш. Гуно, опера «Фауст»
- К. Молчанов опера «Зори здесь тихие»
- К. Молчанов балет «Макбет»
- З. Ткач, балет «Андриеш»
- Ю. Тер-Осипов, балет «Малыш и Карлсон»
- И. Морозов, балет «Доктор Айболит»
- Н. Закиров, балет «Круг памяти»

С 1987 по 1989 , Башкирский гос.театр оперы и балета:
- Ж. Бизе опера «Искатели жемчуга»
- Дж. Верди опера «Аида»
- С. Низамутдинов опера «Черные воды»
- Ф. Амиров балета «Тысяча и одна ночь»
- З. Исмагилов опера «Салават Юлаев»

С 1989 по настоящее время , Воронежский гос.театр оперы и балета:
- П. Чайковский опера «Евгений Онегин»
- Ж. Бизе опера «Кармен»
- Н. Римский-Корсаков опера «Снегурочка»
- П. Чайковский балет «Щелкунчик»
- Д. Верди опера «Отелло»
- П. Чайковский опера «Пиковая дама»
- П. Масканьи опера «Сельская честь»
- Д. Россини опера «Севильский цирюльник»
- Д. Верди «Травиата»
- Н. Римский-Корсаков опера «Царская невеста»
- Д. Верди «Реквием»
- Д. Перголези опера «Служанка-госпожа»
- И. Штраус оперетта «Цыганский барон»
- П. Чайковский балет «Щелкунчик»
- Ж. Бизе опера «Искатели жемчуга»
- Н. Стрельников оперетта «Холопка»
- С. Прокофьев балет «Каменный цветок»
- Д. Чимароза опера «Тайный брак»
- П. Чайковский опера «Иоланта»
- К. Молчанов спектакль-реквием «У войны не женское лицо»
- С. Прокофьев балет «Золушка»
- Дж. Верди опера «Риголетто»
- В. Гаврилин балет «Анюта»
- К. Орф сценическая кантата «Кармина Бурана»
- К. Молчанов балет «Макбет»
- С. Прокофьев балет «Ромео и Джульетта»
- В. А. Моцарт опера «Волшебная флейта»
- Р. Леонкавалло опера «Паяцы»
- К. Орф опера "Умница"

### Фестивали
В качестве дирижёра-гастролера Ю. П. Анисичкин активно участвует в международных и Всероссийских оперных и балетных фестивалях:
| Год                     | Название и место проведения | Программа | Исполнитель |
| ----------------------- | --- | --- | --- |
| 1982 г.                 | г. Минск Всесоюзный фестиваль творческой молодежи муз.театров                                                                                                   | Дж. Верди опера «Риголетто»                                                                                         | Белорусский Большой театр оперы и балета |
| 1983-2003гг             | г. Сыктывкар Международный оперный фестиваль «Сыктывкарская весна»                                                                                              | Дж.Верди «Отелло», Д.Пучинни «Тоска», Чайковский «Иоланта», Даргомыжский «Русалка» и др                             | Гос.театр оперы и балета республики Коми |
| 1989-90 гг.             | г. Казань Международный оперный фестиваль им. Ф.Шаляпина | Н.Римский-Корсаков "Снегурочка, Д.Верди «Травиата»                                                                  | Татарский гос.театр оперы и балета Солист — Ю.Мазурок (ГАБТ)                                                                                           |
| 1993 г.                 | г. Казань Международный балетный фестиваль им. Р.Нуриева | А.Адан «Жизель» | Татарский гос.театр оперы и балета |
| 1994 г.                 | г. Воронеж фестиваль «Молодые голоса, молодой балет России» | П.Чайковский «Лебединое озеро», «Спящая красавица», «Евгений Онегин», Д.Верди «Отелло», П.Масканьи «Сельская честь» | Воронежсккий гос.театр оперы и балета |
| 1995 г.                 | г. Уфа Международный фестиваль им. Ф. Шаляпина | Д.Верди «Аида» | Башкирский гос.театр оперы и балета |
| 1995 г.                 | г. Чебоксары Международный оперный фестиваль им. М.Михайлова | Д.Верди «Риголетто»                                                                                                 | Чувашский гос.театр оперы и балета |
| 1996 г.                 | г. Москва фестиваль «Золотая маска» Музыкальный театр им. Станиславско-го и Немировича-Данченко                                                                 | Д.Верди «Травиата»                                                                                                  | Воронежский гос.театр оперы и балета |
| 1999-2000 г.            | г. Курск II и III фестивали им. Г.Свиридова | Г.Свиридов «Патетическая оратория», «Музыка для камерного оркестра»                                                 | Курский симфонический оркестр, хор.Солист – А.Ведерников (ГАБТ)                                                                                        |
| 2000 г. 2003 г. 2005 г. | г.Саратов «Оперные звезды России на Саратовской сцене» Собиновский фестиваль                                                                                    | Ж.Бизе «Кармен» Д.Верди «Трубадур» П.Чайковский «Иоланта»                                                           | Саратовский академический театр оперы и балета .Солисты – В.Щербаков (ГАБТ), И.Макарова, И.Непомнящий                                                  |
| 2007 г.                 | г. Липецк фестиваль-конкурс им. Н.Обуховой | Заключитель-ный концерт лауреатов                                                                                   | Воронежский симфонический оркестр театра оперы и балета                                                                                                |
| 2008 г.                 | г. Ташкент (Узбекистан) международный фестиваль в честь 150-летия Дж. Пуччини                                                                                   | Дж.Пуччини «Тоска»                                                                                                  | Солисты государственного Большого театра Лауреаты международных конкурсов                                                                              |
| 2008 г.                 | г. Калуга V фестиваль искусств «Калужская весна — 2008» | П.Чайковский «Евгений Онегин»                                                                                       | Труппа Воронежского государственного театра оперы и балета                                                                                             |
| 2009 г.                 | г. Омск II Всероссийский фестиваль «Панорама музыкальных театров России»                                                                                        | Дж.Пуччини «Тоска»                                                                                                  | Труппа Воронежского государственного театра оперы и балета.Солисты – солисты оперы академ.музыкального театра итм.Станиславского и Немировича-Данченко |
| 2011 г.                 | г. Саратов XXIV Международный фестиваль им. Л.Собинова | Заключитель-ный концерт лауреатов международного конкурса вокалистов                                                | Симфонический оркестр Саратовского академического театра оперы и балета                                                                                |
| 2011 г.                 | г. Воронеж I Международный фестиваль им. А.Платонова | Сценическая кантата К.Орф «Кармина Бурана»                                                                          | Труппа Воронежского государственного театра оперы и балета                                                                                             |
| 2011 г.                 | г. Воронеж XXXIX Всероссийский смотр-конкурс вокалистов-выпускников музыкальных ВУЗов России                                                                    | Дирижёр гала-концерта                                                                                               | Симфонический оркестр Воронежского государственного театра оперы и балета                                                                              |
| 2012 г.                 | г. Волгоград X Международный конкурс молодых вокалистов «Орфей»                                                                                                 | Член жюри.Дирижёр гала-концерта лауреатов                                                                           | Симфонический оркестр Волгоградского музыкального театра                                                                                               |
| 2012 г.                 | г. Омск III Фестиваль «Панорама музыкальных театров России» . Первый Всероссийский конкурс молодых вокалистов, посвященный 110-летию композитора В. Я. Шебалина | Дирижёр гала-концерта лауреатов                                                                                     | Симфонический оркестр Омского музыкального театра |
| 2013 г.                 | г. Чебоксары XXIII Международный оперный фестиваль им. М.Д.Михайлова Посвященный 200-летию Джузеппе Верди 120-летию Максима Михайлова                           | Дж. Верди "Травиата"                                                                                                | Симфонический оркестр Чувашского государственного театра оперы и балета                                                                                |

### Гастрольная деятельность
| Год     | Страна/Город                    | Программа                                            | Исполнитель |
| ------- | ------------------------------- | ---------------------------------------------------- | --- |
| 1993 г. | Италия г. Палермо               | Популярная симфоническая музыка                      | Воронежский симфонический оркестр театра оперы и балета |
| 1996 г. | Франция г. Брест                | Д.Пучинни «Тоска»                                    | Нижегородский академический театр оперы и балета |
| 1999 г. | Нидерланды                      | П.Чайковский «Пиковая дама»                          | Воронежский гос.театр оперы и балета, солисты ГАБТа (г. Москва)                                                                                                   |
| 2007 г. | США, Канада                     | С.Прокофьев «Золушка», Ф.Амиров «Тысяча и одна ночь» | Воронежский гос.театр оперы и балета , оркестр, балет, солисты театра                                                                                             |
| 2007 г. | г. Липецк                       | Дж. Пуччини «Тоска» в концертном исполнении          | Симфонический оркестр Воронежского государственного театра оперы и балета , Солисты — солисты академ.музыкального театра им. Станиславского и Немировича-Данченко |
| 2007 г. | г. Волгоград                    | Дж. Верди «Травиата», Г.Доницетти «Любовный напиток» | Волгоградский музыкальный театр |
| 2008 г. | г. Калуга                       | С.Прокофьев «Золушка»                                | Труппа Воронежского государственного театра оперы и балета |
| 2009 г. | г. Сакраменто (Калифорния, США) | С.Прокофьев «Золушка»                                | Балетная труппа Воронежского гос.театра оперы и балета и симфонический оркестр г. Сакраменто                                                                      |
| 2010 г  | г. Тамбов                       | С.Прокофьев «Золушка»                                | Балетная труппа и симфонический оркестр Воронежского гос.театра оперы и балета                                                                                    |